# Juggernaut (filme)
Juggernaut é um filme britano-estadunidense de 1974, dos gêneros ação, aventura, drama e suspense, dirigido por Richard Lester e estrelado por Richard Harris, Omar Sharif e Anthony Hopkins. 
Com cenas gravadas no TS Hamburgo no Mar do Norte, o longa foi inspirado nos acontecimentos a bordo do QE2 em maio de 1972.

## Sinopse
Um maníaco desconhecido está ameaçando uma companhia de navegação dizendo que explodirá o Britannic, um transatlântico de luxo que agora em alto-mar com 1200 passageiros. Ele pede £ 500 mil de resgate, caso contrário sete bombas explodirão a bordo. Um experiente esquadrão anti-bombas é enviado ao Britannic.

## Elenco
- Richard Harris como Anthony Fallon
- Omar Sharif como Capitão Alex Brunel
- David Hemmings como Charlie Braddock
- Anthony Hopkins como John McLeod
- Shirley Knight como Barbara Bannister
- Ian Holm como Nicholas Porter
- Clifton James como Corrigan
- Roy Kinnear como Curtain
- Caroline Mortimer como Susan McLeod
- Mark Burns como Hollingsworth
- John Stride como Hughes
- Freddie Jones como Sidney Buckland
- Julian Glover como Comandante Marder
- Jack Watson como Mallicent
- Roshan Seth como Azad